# Naš voča so včas zapodval
Naš voča so včas zapodval je zbirka Bohinjskih pravljic, ki jih je po ustnem izročilu svojega starega očeta zapisala Marija Cvetek. 1993 je leto prve izdaje, knjigo pa je izdalo ČZP Kmečki glas.
Te bohinjske pravljice so ene izmed redkih, ki so zapisane in se se vsa ta leta prenašale z ustnim izročilom. V njih se zrcali življenjski slog in mitološki spomin nekdanjih Bohinjcev. Glavni pripovedovalci teh pravljic so starejši Bohinjci in Zgornje doline Bohinja.
V Bohinju vsem pripovedim, ki jim ne verjamejo, pravijo pravljice. V knjigi Naš voča so včas zapodval so zapisane v bohinjskem narečju - severozahodnem gorenjskem narečju.

## Bohinjsko narečje
Bohinjsko narečje se razlikuje tudi znotraj Bohinja, med vasmi, še posebno se ta razlika opazi med Zgornjo in Spodnjo dolino.
Posebnosti zapisa:
- Švapanje: izgovarjati dvoustični v, namesto nekdanjega trdega l pred samoglasniki ə, a, o in u.
- Palatalna l' in n': V knjigi sta zapisana kot lj in nj (polje, vuljca(ulica)).
- Praslovanska palatalizacija: pred i in e se k in g omehčata v c in z (v moc, na roc).
- Protetični v: (vuljca, vura, vokno).
- Polgkasnik ə: brez njega bi bohinjsko narečje izgubilo pomen.
- Ženske govorijo na moškega oziroma fanta

## Pravljice
Pravljice so v knjigi razvrščene v 12 poglavij:
- Vohka b me ršiva! - V tem poglavju so pripovedi, ki so še najbolj podobne pravljicam.
- To bo zlata skorənca! - Povedke daljnih verovanj in skrivnosti sveta; prazgodovinski svet bajeslovnih bitij.
- Te ujém, te ujém! - Pripovedi o ljudeh, ki jih nosi Luna, duše v vicah; človek se obrača k usodi.
- Hud čas jə pršov - Pripovedi o kvatrih (štirje tedni; Bohinjci so se zelo bali Kvatrnih tednov: postili so se trikrat na teden, molili so za rajne, se zahvaljevali Bogu...)
- Na tmo sveto se vikne - Pripovedi govorijo o coprnicah in coprnikih.
- Kri, jest te zagovarim - Povedke govorijo o ljudskem zdravilstvu, polnem upanja in skrivnosti.
- Jə zabukov vov od svetga Martina - Krajevne razlagalne oziroma aitiološke povedke.
- Pa zapoje šklendrca svete Marjete - legendne povedke o svetnikih in svetopisemskih osebah.
- To j tkuj resnično, da bəlj ne more bitə! - povedke nastale ob pomembnih zgodovinskih dogodkih.
- Jagər pa jaga - V tem poglavju so zapisane lovske povedke ter skrb za preživetje Bohinjcev.
- Špas pa more bit - Povedke kot šale in anekdote Bohinjcev.
- Vsak po soje, Bohinjc pa s svedram - Specifičnost življenja in čustvovanja nekdanjih Bohinjcev.

Nekatere pravljice v knjigi imajo več inačic, ki potrjujejo da je ustno izročilo potovalo iz enega kraja v drug kraj ter se s tem spreminjalo.

## Šac na Vrtovino (Zaklad na Vrtovinu)
Izbrana pravljica govori o zakladu] ki je bil zkopan na Vrtovinu blizu Bohinjskega jezera. Tam je stal nekoč grad in še danes se vidijo njegove ruševine.
Ta zaklad so nekoč šli iskat trije možje. Nek izobražen mož med njimi je zarisal krog, druga dva pa sta začela poleg kopati luknjo. Izobražen mož je začel brati Kolomonov žegen (knjižica s čarodejnimi besedili). Točno ob polnoči se jim prikaže hudič s skrinjico pod pazduho. Mož, ki je bral Kolomon se je tako ustrašil, da je hudič s krempljem odtrgal list iz Kolomona. V tistem trenutku so v jezero začele padati ognjene smreke. Možje so hitro zbežali, enega od njih pa je oplazila goreča smreka, da je celo življenje šepal.

### Analiza pravljice
- Pripovedovalec: Cvetek Jožef (Mežnarčkov ata iz Srednje vasi v Bohinju)
- Književni prostor: Vrtovin
- Književni čas: Neznan
- Književne osebe: Trije možje in hudič

Glavni junaki pripovedke so trije možje, ki se odpravijo po zaklad na Vrtovin. Predstavijo se nam kot neustrašni iskalci zaklada, vendar jim hudič prekriža pot. Hudič je v mnogih pripovedkah tudi varuh vseh zakladov v Bohinju. Tudi narava se obrne proti njim, enega od mož celo oplazi goreča smreka, da je celo življenje zaznamovan. V pripovedki zasledimo značilnost ljudskega slovstva, saj avtor ni poznan (ustno izročilo), nastopajoči nimajo imen, nastopa bajeslovno bitje (hudič).

### Analiza obravnavane pripovedke po Brunu Bettelheimu
Kot otrokove fantazije se zgodba prične na dokaj realističen način: Trije možje gredo iskat zaklad na Vrtovin. Zgodba se torej prične z realistično, vendar problematično situacijo. Otrok, ki pozna pravljice dobro, ve, da mu ne govorijo o vsakdanji resničnosti. Pravljica nam od svojega začetka in skozi dogajanje do konca da vedeti, da ne govori o resničnih dogodkih in ljudeh (hudič se prikaže možem, ki iščejo zaklad). Beseda »Nekoč« na začetku namiguje, da se to kar sledi ne bo dogajalo ne tukaj in ne zdaj. Ta namerna nejasnost začetka pravljice kaže, da zapuščamo konkretni svet vsakdanje stvarnosti in lahko zavede otroka, da ne ve kaj je resnično in kaj ne. Grad, ki je omenjen v pravljici, namiguje, da se bo razkrilo nekaj, kar je prikrito. Zgodba Šac na Vrtovino ostaja bližje resničnosti, le hudič je izmišljen lik. Takšne zgodbe širijo vrzel med otrokovo notranjo in zunanjo izkušnjo, čeprav so zveste zunanji resničnosti.

## Primerjava z drugim besedilom

### Človek, ki je zagovoril hudiča
Pripovedka govori o možu, ki je bil dobro učen. Nekoč je šel na Trško goro kjer je zarisal krog. Mož je čakal in točno ob enajsti uri je zaslišal hrumenje. Zagledal je vodo, ki je tekla proti njemu vendar se je pred krogom ustavila. Tisto noč je moral prebresti veliko preizkušenj. Cela okolica okrog njega je zagorela, videl je mrtve ki so goreli v plamenih. Ob polnoči so vse prikazni izginile. Zagledal je hudiča. Hudič ga je vprašal kaj želi od njega on pa mu je odvrnil da hoče čarobno seme. Hudič mu je čarobno seme dal. Ljudje so govorili, da je mož kmalu po tistem umrl, vendar je plačeval za to veliko pokoro.
Podobnost med pravljicama

V obeh pripovedkah ima hudič veliko vlogo, tudi zaklad je iskan v obeh primerih le da je v drugi pripovedki mož želel čarobno seme, ki mu ga je hudič potem tudi dal. Pripovedki temeljita tudi na ognjenih zubljih (goreče smreke, plameni), ki so povezani s hudičem (pekel). Vsi glavni liki na koncu pripovedke doživijo pokoro oziroma plačujejo za svoje grehe celo življenje (V prvi pripovedki moža oplazi goreča smreka in celo življenje šepa, v drugi pripovedki ne izvemo nič o plačevanju pokore, vendar izvemo, da je mož obžaloval svoje dejanje in zelo trpel).